# Sidney (Ohio)
Sidney is een plaats (city) in de Amerikaanse staat Ohio, en valt bestuurlijk gezien onder Shelby County.

## Demografie
Bij de volkstelling in 2000 werd het aantal inwoners vastgesteld op 20.211.
In 2006 is het aantal inwoners door het United States Census Bureau geschat op 20.139, een daling van 72 (-0.4%).

## Geografie
Volgens het United States Census Bureau beslaat de plaats een oppervlakte van
27,2 km², waarvan 27,0 km² land en 0,2 km² water. Sidney ligt op ongeveer 317 m boven zeeniveau.

## Plaatsen in de nabije omgeving
De onderstaande figuur toont nabijgelegen plaatsen in een straal van 20 km rond Sidney.

## Geboren
- Paul Lauterbur (1929-2007), scheikundige en Nobelprijswinnaar (2003)